# Campionat d'Europa de bàsquet masculí de 1937
L'edició II del Campionat d'Europa de bàsquet masculí se celebrà a Letònia del 2 al 7 de maig del 1937 a la ciutat de Riga. El campionat va comptar amb la participació de 8 seleccions nacionals.

## Grups
Els vuit equips s'enquadraren en dos grups de la forma següent:

### Grup A
| Equip    | J | G | P | T+ | T- | DT  | PTS |
| -------- | - | - | - | -- | -- | --- | --- |
| Lituània | 3 | 3 | 0 | 63 | 42 | +21 | 6   |
| Itàlia   | 3 | 2 | 1 | 52 | 42 | +10 | 5   |
| Estònia  | 3 | 1 | 2 | 79 | 65 | +14 | 4   |
| Egipte   | 3 | 0 | 3 | 22 | 67 | -45 | 3   |

#### Resultats[2]
| Data     | Partit   | Partit | Partit  | Resultat |
| -------- | -------- | ------ | ------- | -------- |
| 02.05.37 | Estònia  | -      | Egipte  | 44-15    |
| 02.05.37 | Lituània | -      | Itàlia  | 22-20    |
| 03.05.37 | Itàlia   | -      | Egipte  | 2-0      |
| 03.05.37 | Lituània | -      | Estònia | 20-15    |
| 04.05.37 | Lituània | -      | Egipte  | 21-7     |
| 05.05.37 | Itàlia   | -      | Estònia | 30-20    |

### Grup B
| Equip          | J | G | P | T+ | T- | DT  | PTS |
| -------------- | - | - | - | -- | -- | --- | --- |
| Polònia        | 3 | 2 | 1 | 84 | 73 | +11 | 5   |
| França         | 3 | 2 | 1 | 75 | 69 | +6  | 5   |
| Letònia        | 3 | 2 | 1 | 95 | 63 | +32 | 5   |
| Txecoslovàquia | 3 | 0 | 3 | 49 | 98 | -49 | 3   |

#### Resultats
| Data     | Partit  | Partit | Partit         | Resultat |
| -------- | ------- | ------ | -------------- | -------- |
| 02.05.37 | França  | -      | Polònia        | 27-24    |
| 02.05.37 | Letònia | -      | Txecoslovàquia | 44-11    |
| 03.05.37 | Polònia | -      | Letònia        | 32-25    |
| 03.05.37 | França  | -      | Txecoslovàquia | 26-19    |
| 04.05.37 | Letònia | -      | França         | 26-20    |
| 05.05.37 | Polònia | -      | Txecoslovàquia | 28-19    |

Letònia queda tercera pel triple empat entre Polònia, França i Letònia, tant per la diferència de punts en enfrontaments directes (+2, -1 i -1, respectivament) com per la major puntuació en aquests partits (29 punts per França i 26 per Letònia)

## Fase final

### Eliminatòries del 5è al 8è lloc
|  | Semifinals      | Semifinals |    |                | Final           | Final |
|  |                 |            |    |                |                 |       |
|  | 6 de maig       |            |    |                |                 |       |
|  | EgipteEs retirà | 0          |    |                |                 |       |
|  | Letònia         | 2          |    |                |                 |       |
|  |                 |            |    |                |                 |       |
|  |                 |            |    |                | 7 de maig       |       |
|  |                 |            |    |                | Estònia         | 41    |
|  |                 | Letònia    | 19 |                |                 |       |
|  |                 |            |    |                |                 |       |
|  |                 |            |    |                |                 |       |
|  |                 |            |    |                | Tercer lloc     |       |
|  | 6 de maig       | 6 de maig  |    | 7 de maig      | 7 de maig       |       |
|  | Estònia         | 30         |    | Txecoslovàquia | 2               |       |
|  | Txecoslovàquia  | 20         |    |                | EgipteEs retirà | 0     |

### Eliminatòries del 1r al 4t lloc
|  | Semifinals | Semifinals |    |           | Final       | Final |
|  |            |            |    |           |             |       |
|  | 6 de maig  |            |    |           |             |       |
|  | França     | 32         |    |           |             |       |
|  | Itàlia     | 36         |    |           |             |       |
|  |            |            |    |           |             |       |
|  |            |            |    |           | 7 de maig   |       |
|  |            |            |    |           | Lituània    | 24    |
|  |            | Itàlia     | 23 |           |             |       |
|  |            |            |    |           |             |       |
|  |            |            |    |           |             |       |
|  |            |            |    |           | Tercer lloc |       |
|  | 6 de maig  | 6 de maig  |    | 7 de maig | 7 de maig   |       |
|  | Lituània   | 31         |    | França    | 27          |       |
|  | Polònia    | 25         |    |           | Polònia     | 24    |

## Medaller
|          |        |        |
| Lituània | Itàlia | França |

## Classificació final[3]
| 1. - Lituània       |
| 2. - Itàlia         |
| 3. - França         |
| 4. - Polònia        |
| 5. - Estònia        |
| 6. - Letònia        |
| 7. - Txecoslovàquia |
| 8. - Egipte         |

## Trofeus individuals

### Millor jugador (MVP)[4]
| MVP                      |
| Lituània Pranas Talzūnas |

### Màxims anotadors del campionat
|   | Jugador                   | Punts per partit | Punts | Partits jugats |
| - | ------------------------- | ---------------- | ----- | -------------- |
| 1 | Letònia Rudolfs Jurcins   | 12,5             | 50    | 4              |
| 2 | Lituània Pranas Talzūnas  | 12,2             | 61    | 5              |
| 3 | Itàlia Livio Franceschini | 10,8             | 43    | 4              |
| 4 | Polònia Zenon Rozycki     | 10,0             | 50    | 5              |
| 5 | Estònia Heino Veskila     | 10,0             | 40    | 4              |

## Plantilla dels 4 primers classificats
Medalla d'or: Lituània Feliksas Kriaučiūnas, Pranas Talzūnas, Stasys Šackus, Juozas Žukas, Leonas Baltrūnas, Zenonas Puzinauskas, Artūras Andrulis, Leopoldas Kepalas, Pranas Mažeika, Česlovas Daukša, Leonas Petrauskas, Eugenijus Nikolskis (Entrenador: Feliksas Kriaučiūnas)
Medalla d'argent: Itàlia Livio Franceschini, Ambrogio Bessi, Galeazzo Dondi, Emilio Giassetti, Giancarlo Marinelli, Camillo Marinone, Sergio Paganella, Mino Pasquini, Michele Pelliccia, Ezio Varisco
Medalla de bronze: França Pierre Boel, Robert Cohu, Jacques Flouret, Henri Hell, Edmond Leclere, Henri Lesmayoux, Fernand Prudhomme, Etienne Roland, Eugene Ronner, Marcel Vérot (Entrenador: Henri Kretzschmar)
Quart lloc: Polònia Pawel Stok, Michal Czajczyk, Stefan Gendera, Florian Grzechowiak, Zdzislaw Kasprzak, Janusz Patrzykont, Andrzej Plucinski, Zbigniew Resich, Zenon Rozycki, Jaroslaw Smigielski (Entrenador: Walenty Klyszejko)